# Leonardo López Luján
Leonardo Náuhmitl López Luján (Ciudad de México, 1964) é um arqueólogo mexicano, especialista em estudos da era pré-colombiana. Autor de várias obras sobre as civilizações mesoamericanas, ele é atualmente diretor do projeto Templo Mayor, do Instituto Nacional de Antropologia e História (INAH) do México, que estuda os templos astecas de Tenochtitlán.
Ele é filho do historiador mexicano Alfredo López Austin.

## Obras
Livros
- La recuperación mexica del pasado teotihuacano, 1989.[4]
- Nómadas y sedentarios: el pasado prehispánico de Zacatecas, 1989.
- Las ofrendas del Templo Mayor de Tenochtitlan, 1993, 1994, 2005.[4]
- Xochicalco y Tula, com Robert H. Cobean y Guadalupe Mastache, 1995, 1996.
- El pasado indígena, com Alfredo López Austin, 1996, 1998, 2001, 2012, 2014.
- Mito y realidad de Zuyuá, com Alfredo López Austin, 1999.
- Viaje al mercado de México, 2000, 2013.
- Aztèques. La collection de sculptures du Musée du quai Branly, com Marie-France Fauvet-Berthelot, 2005.
- La Casa de las Águilas, 2 vols., 2006.[4]
- Tenochtitlan, com Judy Levin, 2006.[4]
- Breaking Through Mexico's Past, com Davíd Carrasco y Eduardo Matos Moctezuma, 2007, 2007.
- Escultura monumental mexica, com Eduardo Matos Moctezuma, 2009, 2012.
- Monte Sagrado/Templo Mayor: el cerro y la pirámide en la tradición religiosa mesoamericana, com Alfredo López Austin, 2009, 2012.
- Tlaltecuhtli, 2010.
- El capitán Guillermo Dupaix y su álbum arqueológico de 1794, 2015.
- Arqueología de la arqueología: ensayos sobre los orígenes de la disciplina en México, 2017.
- Pretérito pluscuamperfecto: visiones mesoamericanas de los vestigios arqueológicos, 2019.

Livros coletivos:
- Atlas histórico de Mesoamérica, com Linda Manzanilla, 1989.
- Historia antigua de México, 4 vols., com Linda Manzanilla, 1994-1995, 2000-2001, 2014.
- Camino al Mictlan, com Vida Mercado, 1997.
- La Casa de las Águilas: reconstrucción de un pasado, com Luis Barba, 2000.
- Gli Aztechi tra passato e presente, com Alessandro Lupo y Luisa Migliorati, 2006.
- Sacrificios de consagración en la Pirámide de la Luna, com Saburo Sugiyama, 2006.
- Arqueología e historia del Centro de México. Homenaje a Eduardo Matos Moctezuma, com Davíd Carrasco y Lourdes Cué, 2006.
- Moctezuma: Aztec Ruler, com Colin McEwan, 2009, 2010.
- The Art of Urbanism: How Mesoamerican Kingdoms Represented Themselves in Architecture and Imagery, com William L. Fash, 2009, 2012.
- El sacrificio humano en la tradición religiosa mesoamericana, com Guilhem Olivier, 2010.
- Humo aromático para los dioses: una ofrenda de sahumadores al pie del Templo Mayor de Tenochtitlan, 2012, 2014.
- El oro en Mesoamérica, Arqueología Mexicana, 2017.
- Nuestra sangre, nuestro color: la escultura polícroma de Tenochtitlan, 2017.
- Al pie del Templo Mayor de Tenochtitlan: estudios en honor de Eduardo Matos Moctezuma, com Ximena Chávez Balderas, 2 vols., 2019.

## Prêmios e homenagens
- Beca Salvador Novo, El Colegio de México/Centro Mexicano de Escritores, 1985.
- Medalla Diario de México/CONACYT, 1991.
- Eugene Kayden Humanities Award, University of Colorado at Boulder, 1991.
- Premio del Comité Mexicano de Ciencias Históricas,1992, 1996, 2007.
- Outstanding Academic Book of 1994, Choice: Current Reviews for Academic Libraries, The American Library Association.
- Premio Alfonso Caso, Instituto Nacional de Antropología e Historia, 1991, 1998, 2016.
- Beca Guggenheim, John Simon Guggenheim Memorial Foundation, 2000.
- Premio de Investigación en Ciencias Sociales de la Academia Mexicana de Ciências.[5]
- Dumbarton Oaks Fellowship, Harvard University, 2005.[6]
- Keynote Address at Convocation, 2009 Annual Conference del College Art Association.[7]
- Senior Fellows, Dumbarton Oaks, Harvard University, 2012-2014.
- Shanghai Archaeology Forum Research Award 2015, Chinese Academy of Social Sciences.[8]
- Distinguished lecturer / Keynote speaker Harvard University, Stanford University, Brown University, University of Missouri, Wellesley College, Dumbarton Oaks, British Museum, Musée du quai Branly, San Antônio Art Museum, Library of Congress, Gran Teatro Nacional del Perú.